# Těmice (district de Pelhřimov)
Pour les articles homonymes, voir Těmice.
Těmice (autrefois : Temnice ; en allemand : Temnitz) est une commune du district de Pelhřimov, dans la région de Vysočina, en République tchèque. Sa population s'élevait à 415 habitants en 2024.

## Géographie
Těmice se trouve à 5,5 km au nord-nord-ouest de Kamenice nad Lipou, à 15 km au sud-ouest de Pelhřimov, à 39 km à l'ouest-sud-ouest de Jihlava et à 94 km au sud-est de Prague.
La commune est limitée par Lidmaň et Nová Cerekev au nord, par Střítež à l'est, par Kamenice nad Lipou à l'est et au sud, par Včelnička et Bohdalín au sud, et par Černovice à l'ouest.

## Histoire
La première mention écrite de la localité date de 1359.

## Administration
La commune se compose de six sections :
- Těmice
- Babín
- Drahoňov
- Dráchov
- Knížata
- Nový Drahoňov

## Galerie

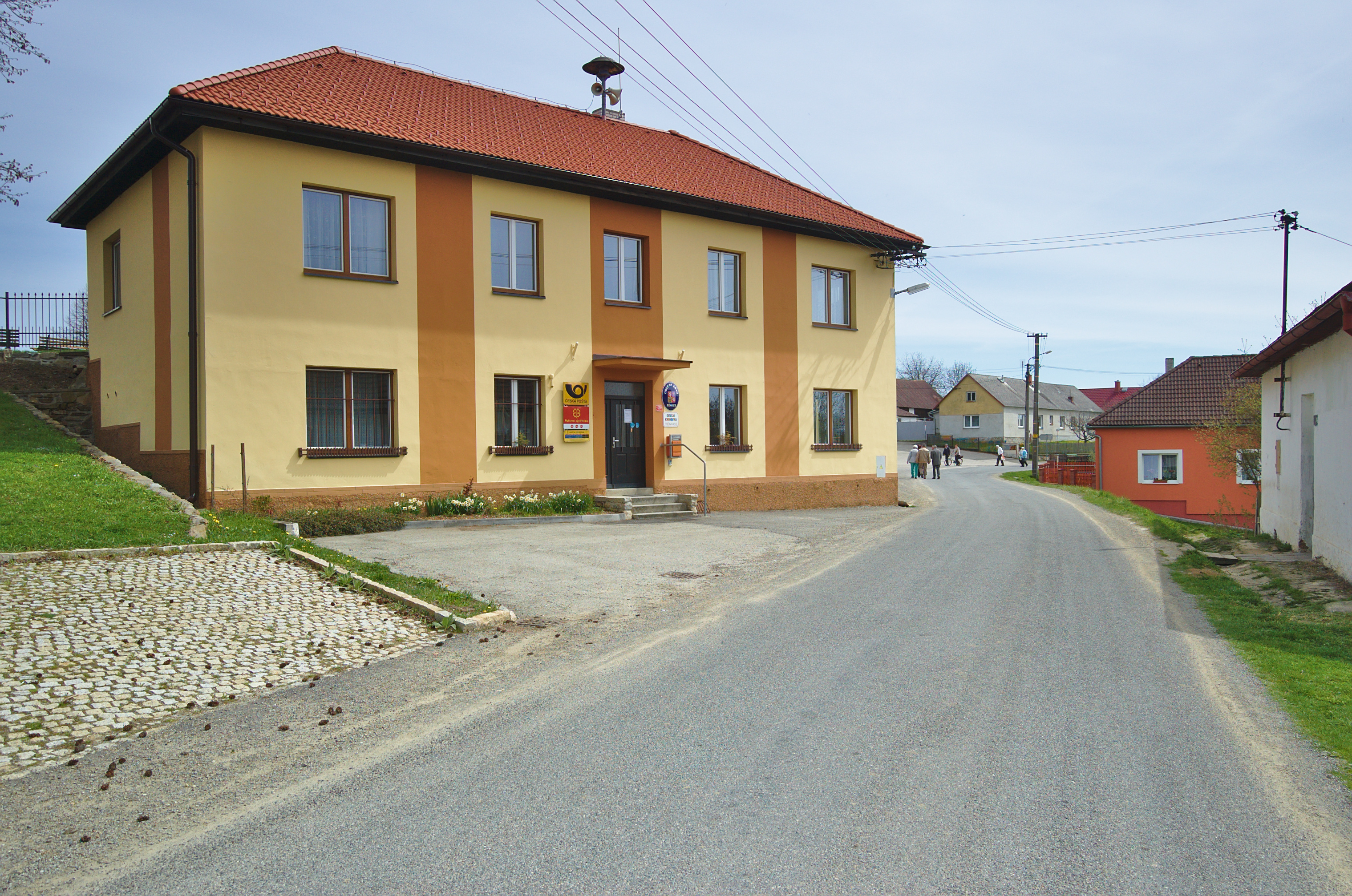
Těmice : la mairie.
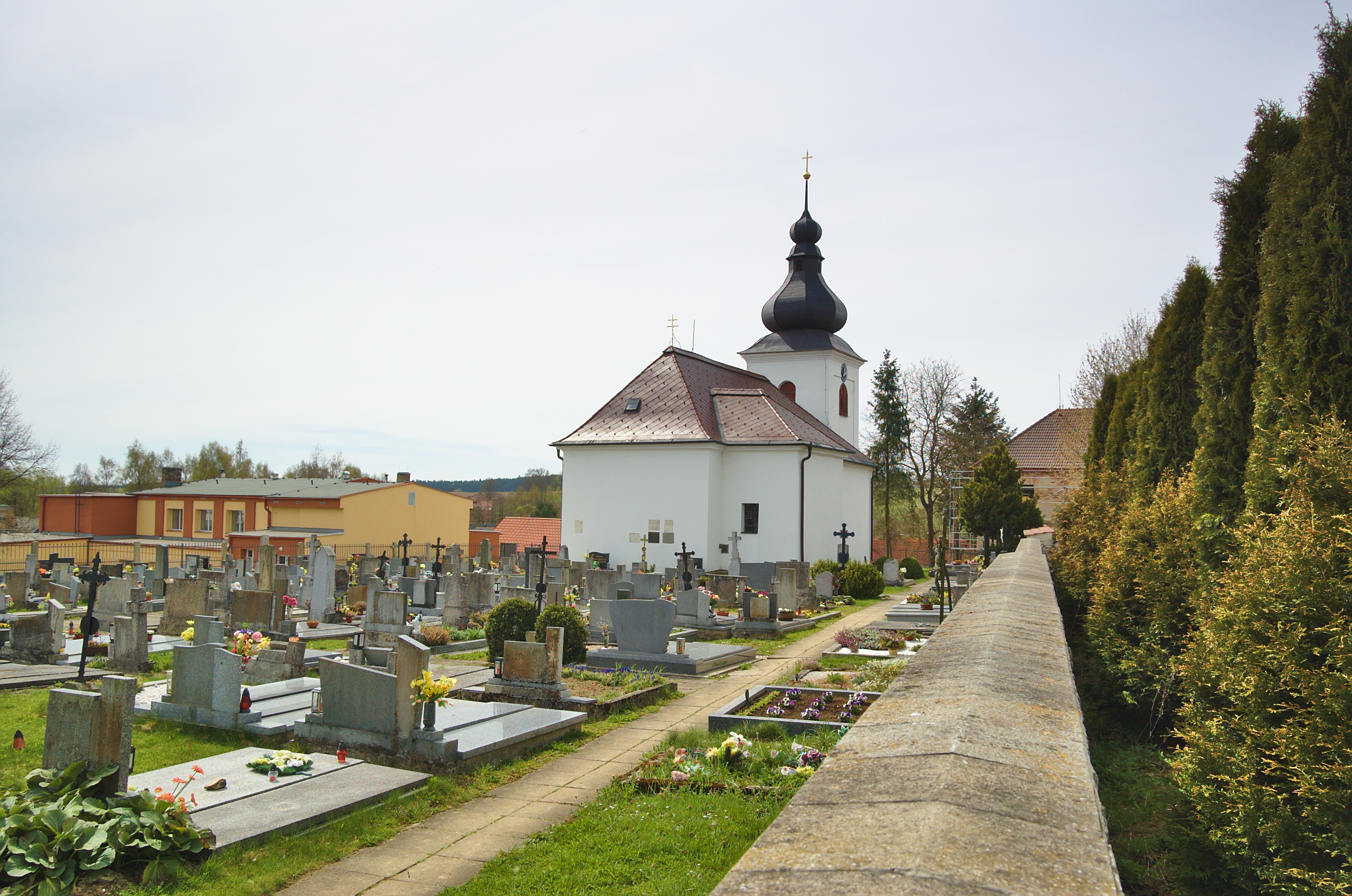
Église Saint-Jean-l'Évangéliste.

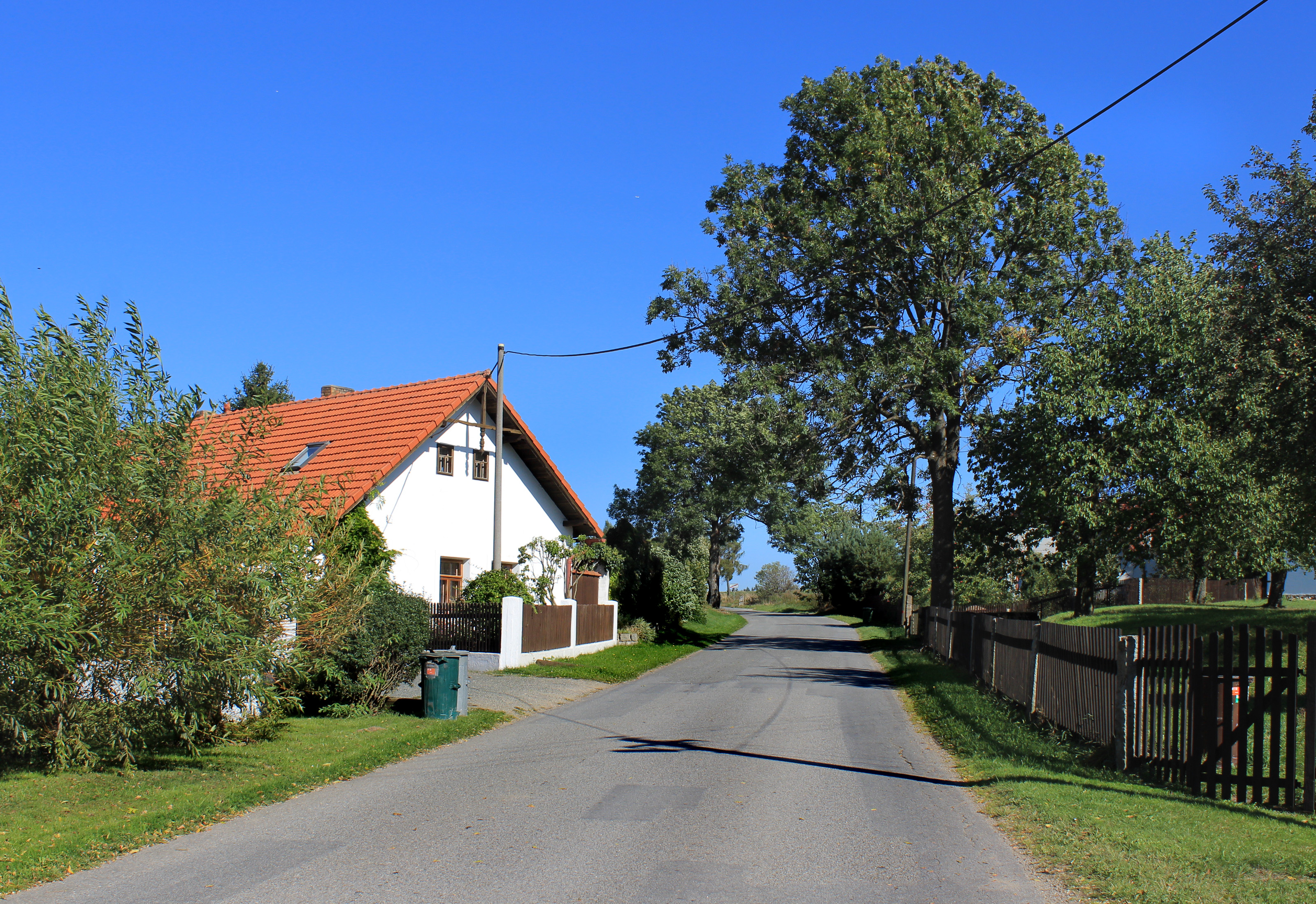
Babín : route de Drahoňov.
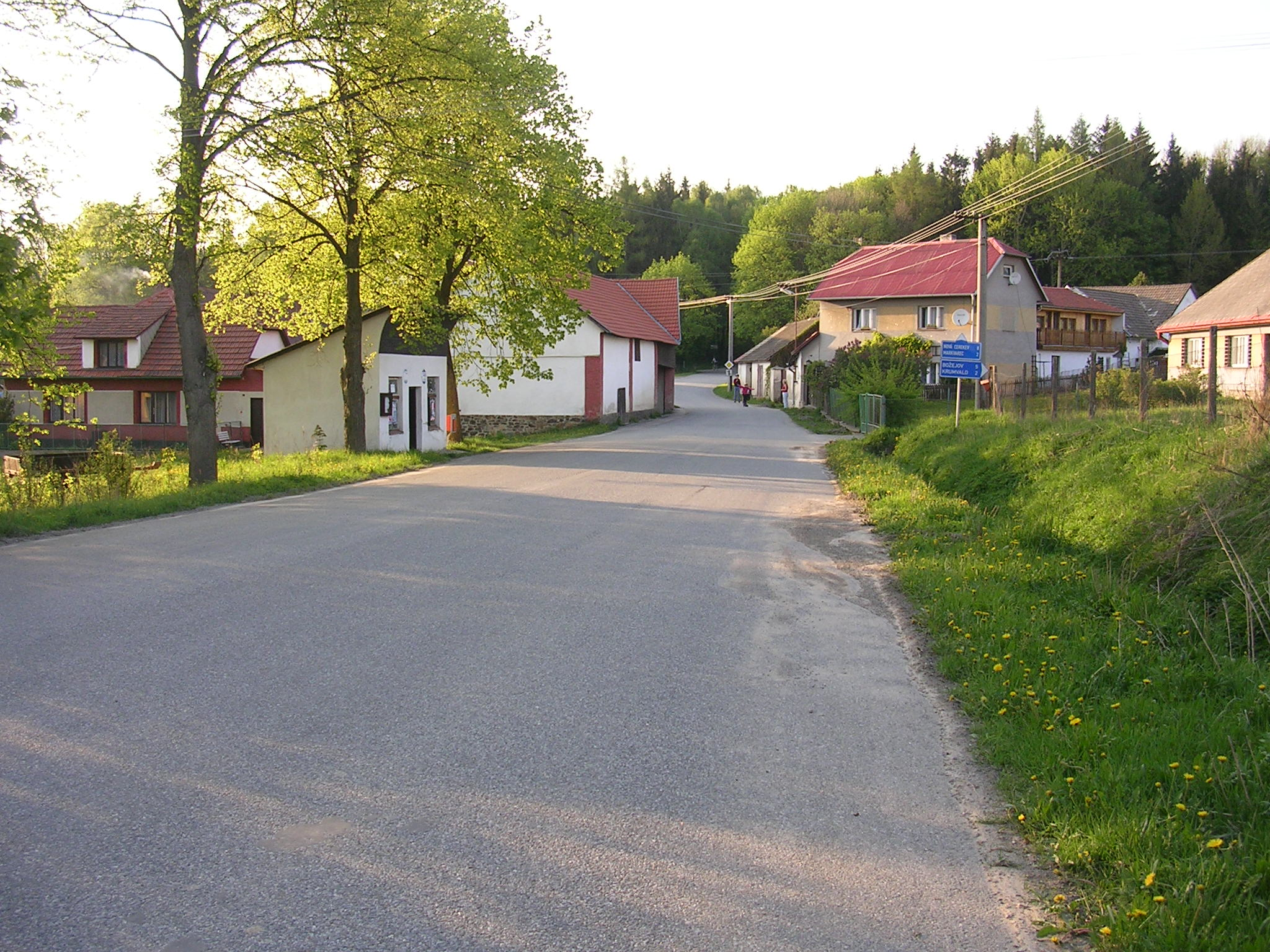
Hameau de Drahoňov.

## Transports
Par la route, Těmice se trouve à 6 km de Kamenice nad Lipou, à 20 km de Pelhřimov, à 50 km de Jihlava et à 122 km de Prague.